# Должанка (Харьковская область)
Должа́нка (укр. Довжанка) — село в Ольховатской сельской общине Купянского района Харьковской области Украины.
Код КОАТУУ — 6321485002. Население по переписи 2001 г. составляет 193 (94/99 м/ж) человека.

## Географическое положение
Село Должанка находится в 2-х км от села Слизнёвое, возле урочища Мертелов, по селу протекает безымянный ручей, который через 4 км впадает в реку Плотва.
На ручье сделана запруда.
В 2-х км от села проходит автомобильная дорога Т-2104.

## История
- 1675 — дата основания.
- До 17 июля 2020 года село входило в Фёдоровский сельский совет, Великобурлукский район, Харьковская область.

## Экономика
- В селе есть молочно-товарная ферма.

## Объекты социальной сферы
- Должанская участковая больница.